# 34 Pułk Lotnictwa Myśliwskiego
34 Pułk Lotnictwa Myśliwskiego (34 plm) – oddział lotnictwa myśliwskiego Wojsk Obrony Powietrznej Kraju i Marynarki Wojennej (JW 3651).

## Charakterystyka
Pułk został sformowany w dniu 29 stycznia 1952 r. na bazie eskadry myśliwskiej 30 Pułku Lotnictwa MW, według etatu Nr 6/100. Podstawę organizacji jednostki stanowiły rozkazy: Nr 095/Org. Ministra Obrony Narodowej z dnia 10 grudnia 1951 r. i Nr 066/Org. dowódcy Marynarki Wojennej z dnia 31 grudnia 1951 r.
W latach 1952–1962 i 1991-1994 pułk wchodził w skład Marynarki Wojennej, a w latach 1962-1991 - Wojsk Obrony Powietrznej Kraju. Przez cały okres istnienia stacjonował na lotnisku wojskowym w Gdyni-Babich Dołach.
W ramach reorganizacji lotnictwa Marynarki Wojennej, w październiku 1962 34 plm przekazano do 2 Korpusu Obrony Powietrznej.
Od 1972 do 1991 pułk nosił imię "Bohaterów Kępy Oksywskiej" (rozkaz MON o nadaniu imienia nosi datę 4 maja 1972). Utrata patrona wynikała z postanowienia o nienadawaniu jednostkom Wojska Polskiego imion patronów zbiorowych.
W terminie do 31 grudnia 1994 pułk został rozformowany, a na jego bazie utworzono 1 Pucki Dywizjon Lotniczy.
Święto pułku obchodzone było 15 maja.
W dniu 22 sierpnia 2024 z inicjatywy Stowarzyszenia Oficerów Rezerwy oraz sympatyków lotnictwa część ulicy Ikara w gdyńskiej dzielnicy Babie Doły została przemianowana na 34 Pułku Lotnictwa Myśliwskiego.  

## Godło
Godło 34 pułku lotnictwa myśliwskiego przedstawiało stylizowaną sylwetkę orła rozpiętą na niebieskim kwadracie, obwiedzionym w rogach białym i czerwonym kolorem. Prawy dolny róg godła był koloru czerwonego, umieszczono na nim białe litery "PLM".
Godło zaprojektował w 1987 oficer pułku - pilot kpt. Wiesław Krawczyk. Ze względu na to, że w tym czasie numery jednostek były tajne, zdecydował się na ukrycie numeru pułku na projekcie godła. Numer pułku zamaskowany został w sylwetce orła: cyfrę "3" tworzy krzywizna zaczynająca się pod dziobem ptaka, w cyfrę "4" układa się tył nogi z pazurami. W ten sposób na godle znalazła się kompletna nazwa jednostki ("34 PLM"). Po pewnym czasie do dowódcy jednostki ppłk. J.Pacześniaka oraz dowódcy 2 KOPK dotarła informacja o wpisanym numerze pułku, za co grożono kpt. pil. W. Krawczykowi usunięciem z jednostki.
Godło malowano przy pomocy szablonów, w przedniej części kadłuba samolotu, przed bądź za numerem taktycznym.

## Uzbrojenie

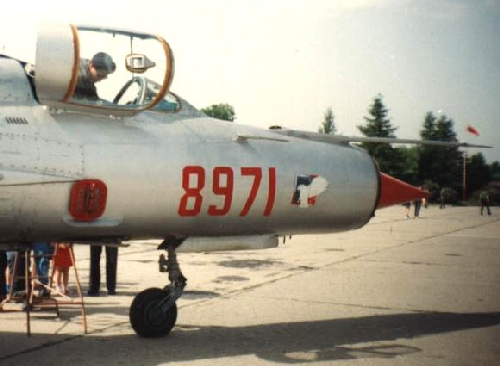
Umiejscowienie godła na kadłubie samolotu

- Samoloty myśliwskie:
  - Jak-9P;
  - MiG-15 / Lim-1;
  - Lim-2;
  - Lim-5 / 5P;
  - MiG-21PFM;
  - MiG-21M / MF;
  - MiG-21 bis.

- Samoloty szkolne:
  - UJak-9;
  - SB Lim-2 / UTMiG-15;
  - TS-8 Bies;
  - TS-11 Iskra;
  - MiG-21U / UM.

## Żołnierze 34 plm
Dowódcy:
- kpt. mar. pil. Konstanty Jankowski (od 29 stycznia 1952)
- kpt. mar. pil. Bohdan Pałuczak (od 13 marca 1952)
- kpt. mar. pil. Romuald Rozmysłowicz (od 31 grudnia 1952)
- kpt. mar. pil. Bronisław Siwy (od 30 października 1955)
- ppłk pil. Stefan Zalejski
- ppłk pil. Jerzy Rakowski (od 10 lutego 1969)
- ppłk dypl. pil. Henryk Dańko (od 23 stycznia 1971)
- ppłk Mieczysław Grabka (czasowo pełniący obowiązki dowódcy - cz.p.o.)
- płk Marian Gniady
- ppłk dypl. pil. Bolesław Sobania (od 14 lutego 1981)
- ppłk pil. Jerzy Pacześniak (od 5 czerwca 1981)
- ppłk pil. Mieczysław Walentynowicz
- mjr pil. Andrzej Skalski
- płk pil. Wojciech Górski
- kmdr ppor. dypl. pil. Stanisław Felner (do 31 grudnia 1994)

Oficerowie:
- Mirosław Hermaszewski